# Teatre Nacional (Grècia)
El Teatre Nacional (en grec: Εθνικό Θέατρο) és un teatre situat a la ciutat d'Atenes, la capital de Grècia.
El teatre fou fundat originalment l'any 1880 com una aportació del rei Jordi I de Grècia i Efstratios Ral·lis per donar lloc permanent a les representacions teatrals a Atenes. Les bases d'aquest nou projecte es van posar al carrer Agiou Konstantinou i l'edifici fou dissenyat per l'arquitecte Ernst Ziller. Malgrat els problemes perquè s'acabés de construir l'edifici en el temps previst, es va enllestir a finals de la dècada de 1890 i l'any 1900, Angelos Vlachos fou nomenat el seu director.
El teatre va entrar en un període de decadència sent, de tant en tant, l'amfitrió de companyies teatrals estrangeres, fins a 1932. Es va mantenir tancat fins que oficialment fou fundat, en virtut d'una llei del parlament firmada pel ministre d'Educació, Georgios Andreas Papandreu, el 30 de maig de 1932.